# Modúbar de San Cibrián
Modúbar de San Cibrián es una localidad situada en la provincia de Burgos, a tan solo 17 km de la capital, perteneciente a la comunidad autónoma de Castilla y León (España), perteneciente al denominado alfoz de Burgos, partido judicial de Burgos, ayuntamiento de Ibeas de Juarros.

## Geografía
Wikimapia\Coordenadas: 42°15′10″ N 3°35′11″ O

## Turismo
La localidad se encuentra atravesada por el Camino del Destierro, que rememora el destierro de Rodrigo Díaz de Vivar, el Cid campeador.
Se dispone de zona para realizar acampadas y de un centro de senderismo. Se han elaborado cuatro rutas para la práctica de este deporte. 
En verano se dispone de guía turístico. 
La agrupación El Descanso del Cid trabaja para recuperar el patrimonio de la localidad, habiendo recuperado sarcófagos de las ruinas de un antiguo monasterio. 
La localidad está hermanada con la Peña El Chilindón de Aranda de Duero .

## Historia
Su nombre procede del árabe, مدور mudawwar, que significa "redondo".
Antiguo municipio de Castilla la Vieja perteneciente al Partido de Burgos (código INE-095073).
Ya en el censo de 1842 se dice que contaba con 18 hogares y 66 vecinos, denominado entonces Modújar de San Ciprián. 
Cabe destacar que entre el censo de 1857 y el anterior, este municipio desaparece porque se integra en el municipio de Cueva de Juarros.

## Fiestas y costumbres
El día 22 de febrero se celebra la festividad de la Cátedra de San Pedro de Antioquía, guardando fiesta y celebrando misa solemne. 
El día 15 de mayo se celebra la festividad de San Isidro. 
El primer domingo de octubre se celebra la festividad de la Virgen del Rosario, con una procesión en la que se baila "en honor" a la Virgen acompañado de unos días de grandes fiestas patronales.

## Parroquia
Iglesia de San Pedro Apóstol , dependiente de la parroquia de Cardeñajimeno en el arcipestrazgo de San Juan de Ortega, diócesis de Burgos .